# Margery Wentworth
Margery Wentworth, também conhecida como Margaret Wentworth, e como Lady Seymour  e Dame Margery Seymour (c. 1478  – 18 de outubro de 1550 ), foi a esposa de Sir John Seymour e mãe da Rainha Jane Seymour, a terceira esposa do Rei Henrique VIII da Inglaterra . Ela era avó do rei Eduardo VI da Inglaterra.